# Elephantulus
Elephantulus es un género de musarañas elefantes de la familia Macroscelididae. Se distribuyen por África.

## Especies
Se reconocen las siguientes:
- Elephantulus brachyrhynchus (A. Smith, 1826)
- Elephantulus edwardii (A. Smith, 1839)
- Elephantulus fuscipes (Thomas, 1894)
- Elephantulus fuscus (Peters, 1852)
- Elephantulus intufi (A. Smith, 1836)
- Elephantulus myurus Thomas & Schwann, 1906
- Elephantulus pilicaudus Smit, 2008
- Elephantulus revoili (Huet, 1881)
- Elephantulus rozeti (Duvernoy, 1833)
- Elephantulus rufescens (Peters, 1878)
- Elephantulus rupestris (A. Smith, 1831)